# Saint-Arnoult, Loir-et-Cher
Saint-Arnoult là một xã thuộc tỉnh Loir-et-Cher miền trung nước Pháp.